# Ispra
Ispra je italská obec v provincii Varese v oblasti Lombardie. Obec leží na břehu jezera Lago Maggiore. První písemná zmínka pochází z roku 826. Název je odvozován z latinského výrazu hispidus (drsný, nerovný) a odkazuje na skalnatý terén. Obec byla v minulosti známá těžbou vápence.
K 31. prosinci 2011 zde žilo 5 294 obyvatel. V roce 1959 zde byly zřízeny laboratoře Evropského společenství pro atomovou energii, v současnosti Společné výzkumné středisko (JRC) Evropské komise, které je hlavním zaměstnavatelem, významný je i turistický ruch. Nachází se zde kostel, zřícenina hradu, nádraží a pomník obětem války, v okolí byly učiněny četné archeologické nálezy, v místní rodinné vile vyrůstal generál Luigi Cadorna.

## Sousední obce
Angera, Belgirate (VB), Brebbia, Cadrezzate, Lesa (NO), Ranco, Travedona-Monate